# Histórias (Políbio)
As Histórias  (Historiae) de Políbio são uma obra historiográfica composta por um total de 40 volumes. Escrita em prosa pelo historiador grego Políbio (203 a.C.—120 a.C.), apenas os primeiros cinco chegaram inteiros até a atualidade. Do resto da obra conservam-se apenas fragmentos (exceto o quadragésimo livro, que é o índice). A maior parte dos textos conservou-se nas bibliotecas de Bizâncio. 
Os textos de Políbio não chegaram à Europa até o século XV. Possui a característica de ser um dos primeiros historiadores (com Tucídides) em excluir a ação divina entre as causas materiais e as suas consequências.

## Conteúdo da Obra
O conteúdo da obra foca-se na História da época, Políbio começou a narração em 164 a.C. até 146 a.C., porém o interesse de Políbio foca-se num intervalo de tempo de cerca de 53 anos, de 220 a.C. até 167 a.C., no qual Roma subjuga a Cartago começando a ser uma potência marítima no mar Mediterrâneo. 
Os livros I até o V são uma introdução que descreve o ambiente existente nas zonas de influência de Roma, fazendo descrição de cada nação; Egito, Grécia, Hispânia e trata extensivamente a primeira guerra púnica e a segunda guerra púnica. No livro VI começa com um tema diferente e descreve a constituição dos Romanos, mostrando o poder dos cônsules, o senado e o povo.
Chega à conclusão de que a constituição romana é bem-sucedida devido a que é uma mistura de regras e normas próprias dos romanos e de outros países helenísticos. O resto do livro é uma narração a respeito das incursões dos romanos contra Cartago durante os 53 anos que dura a descrição do livro, narra histórias de luta entre Aníbal e Cipião. No livro XII discute os méritos de Timeu, mencionando o seu peculiar estilo de narrar a história. Assim, Políbio é notável na descrição do crescimento do poder de Roma durante este período tão crítico.